# Sora (artificiell intelligens)
Sora är en kommande generativ artificiell intelligensmodell utvecklad av OpenAI, fokuserad på generering av video från text. Modellen accepterar textbeskrivningar, så kallade prompts, från användare och genererar korta videoklipp som motsvarar dessa beskrivningar. Dessa prompts kan specificera konstnärliga stilar, fantastiska bilder eller verkliga scenarier. När verkliga platser ska avbildas kan användarinmatning krävas för att säkerställa faktaprecision, annars kan delar av scenen hallucineras. 
Sora har prisats för sin förmåga att producera videor med komplicerade visuella detaljer, intrikata kamerarörelser och karaktärer med trovärdiga som känslor. Dessutom kan modellen utöka befintliga korta videor genom att generera nytt innehåll som sömlöst kommer före eller efter det ursprungliga klippet. I början av april 2024 var modellen ännu inte tillgänglig för allmänheten.
OpenAI har uppgett att de i framtiden planerar att göra Sora tillgängligt för allmänheten; det har dock inte angetts när detta skulle kunna ske. Företaget har gett en mindre grupp, inklusive experter på desinformation, begränsad tillgång till modellen för att utföra olika tester. Man delade även Sora med en liten grupp, bland annat bestående av videoskapare och konstnärer, för att få återkoppling om dess användbarhet inom kreativa områden.
Tim Brooks, en forskare på Sora, uppgav att modellen "lärde sig" att skapa 3D-grafik enbart från sin indata. Kollegan Bill Peebles har hävdat att modellen automatiskt skapar olika videovinklar utan att bli tillfrågad. Enligt OpenAI är Sora-genererade videor automatiskt taggade med C2PA-metadata, för att indikera att de var AI-genererade. 

## Mottagning
Will Douglas Heaven från MIT Technology Review kallade demonstrationsvideorna "imponerande", men han noterade att de sannolikt inte var representativa för Soras genomsnittliga resultat. Den amerikanske akademikern Oren Etzioni uttryckte oro över teknikens förmåga att skapa desinformationskampanjer online för politiska kampanjer. Lisa Lacy från CNET kallade exempelvideorna "anmärkningsvärt realistiska".
Filmskaparen Tyler Perry meddelade att han skulle lägga en planerad expansion på 800 miljoner dollar av sin studio i Atlanta på is. Han uttryckte samtidigt oro över Soras potentiella inverkan på filmindustrin.